# Constitution Center (Washington D. C.)
Constitution Center (anteriormente conocido como David Nassif Building) es un edificio de oficinas ubicado en 400 7th Street SW en Washington D. C. Mide 42,7 m de alto y tiene 10 pisos. Cubriendo una manzana entera, es el edificio de oficinas de propiedad privada más grande del Distrito de Columbia. Los inquilinos actuales incluyen la Agencia Federal de Financiamiento de la Vivienda y la Oficina del Contralor de la Moneda. En febrero de 2014, Constitution Center tenía un valor de 725,8 millones de dólares, lo que la convierte en la propiedad sujeta a impuestos más valiosa de la ciudad.

## Estructura original
En la década de 1950, el Congreso de los Estados Unidos, entonces la institución gobernante del Distrito de Columbia, emprendió el proyecto de renovación urbana del suroeste de DC, el primero en el distrito capital y uno de los primeros programas de este tipo en la nación. En 1946, el Congreso aprobó la Ley de Reurbanización del Distrito de Columbia, que estableció la Agencia de Reurbanización de Tierras del Distrito de Columbia (RLA) y otorgó autoridad legal para despejar terrenos y fondos para estimular la reurbanización en la capital. El Congreso también otorgó a la Comisión Nacional de Planificación de la Capital (NCPC) la autoridad para designar qué terrenos se reconstruirían y cómo. Sin embargo, la RLA no fue financiada hasta la aprobación de la Ley de Vivienda de 1949. Un estudio de 1950 realizado por el NCPC encontró que el pequeño barrio suroeste de la ciudad sufría de altas concentraciones de edificios viejos y mal mantenidos, hacinamiento y amenazas para la salud pública (como falta de agua corriente en el interior, sistemas de alcantarillado, electricidad, calefacción central, etc.). e inodoros interiores). Las visiones en competencia para la remodelación iban desde la renovación hasta la nivelación total de los vecindarios, pero prevaleció la última opinión como más probable que califique para la financiación federal. Los planes originales pedían la demolición de casi todas las estructuras en el suroeste de Washington a partir de 1950, pero las impugnaciones legales llevaron a la demolición gradual del área hasta mediados de la década de 1950.

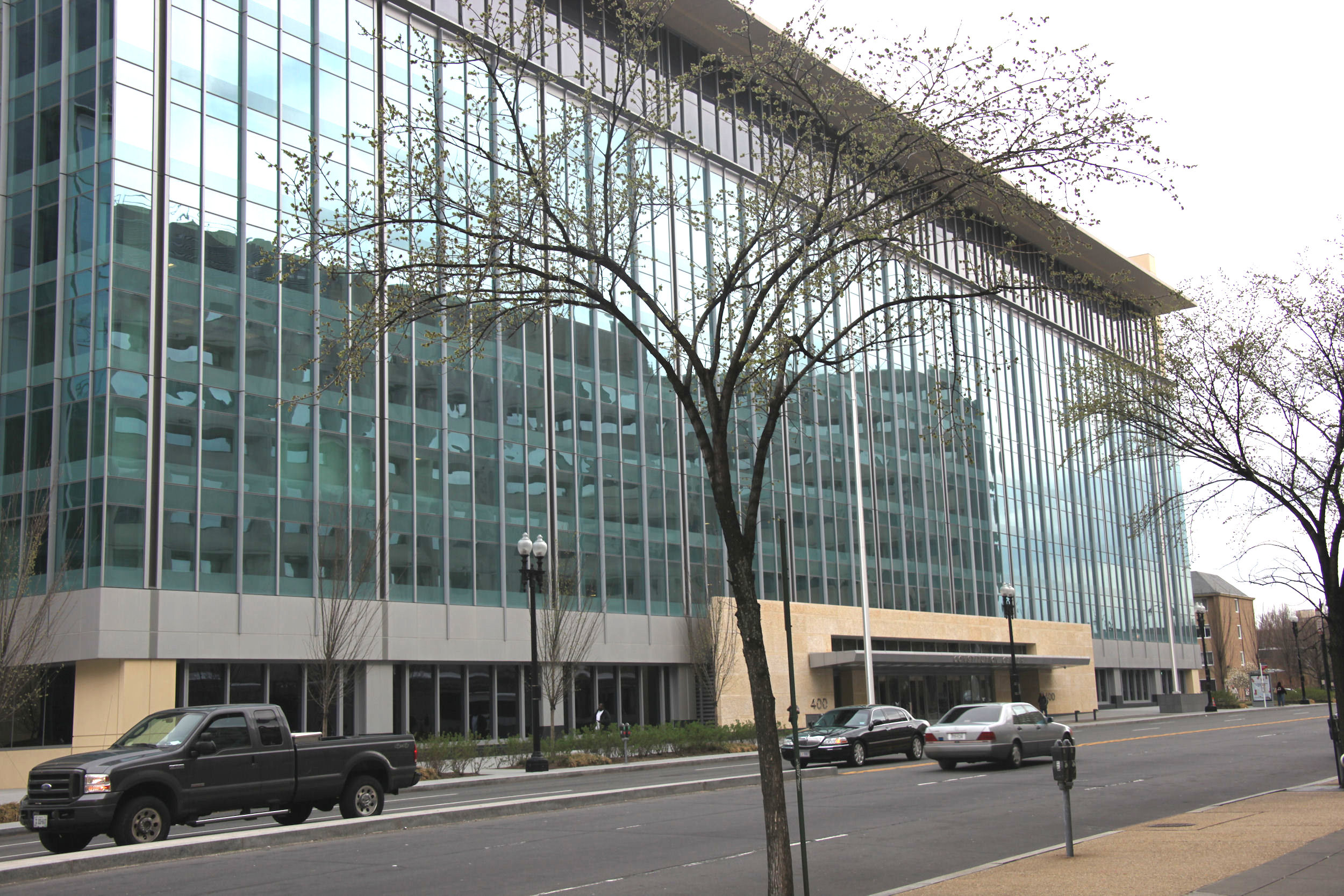
Fachada oeste del Centro de la Constitución, después de su renovación en 2009.

Los problemas relacionados con la planificación y construcción de L'Enfant Plaza (inmediatamente al oeste del sitio) retrasaron la construcción de cualquier edificio en la cuadra hasta finales de la década de 1960. En 1963, la RLA compró el terreno a la Iglesia Conmemorativa de Westminster, la Quinta Iglesia Bautista y a los propietarios de viviendas. El Departamento de Salud, Educación y Bienestar de los Estados Unidos deseaba comprar el sitio para su nueva sede, pero la RLA se negó a vender la propiedad. (El gobierno federal no paga impuestos sobre la tierra y las estructuras que posee, y la RLA quería un propietario privado que aumentara la base impositiva). La RLA intentó vender la tierra el 29 de enero de 1965, pero no hubo compradores. 
El edificio fue construido de conformidad con un acuerdo entre la Administración de Servicios Generales (GSA) y el desarrollador de Boston David Nassif, Sr. En julio de 1965, el presidente Lyndon B. Johnson comenzó a planificar unir varias agencias de transporte dispares en un nuevo Departamento de Transporte de los Estados Unidos. GSA (el propietario y administrador de la propiedad del gobierno federal de los Estados Unidos) comenzó a buscar arrendar o construir una estructura para albergar a la nueva agencia a fines de 1965. Donald T. Kirwan, jefe de la división de arrendamiento de GSA, conocía a Nassif de una negociación de arrendamiento anterior y discutió con él la ubicación de un edificio y su tamaño. Nassif se acercó a la RLA el 21 de abril de 1966 y pidió comprar el terreno recién arrasado delimitado por las calles 6, 7, D y E SW. En mayo de 1967, GSA envió una carta a Nassif advirtiéndole que probablemente alquilaría toda la estructura que tenía la intención de construir. La compra de tierras por 5,9 millones de dólares se finalizó el 30 de octubre de 1967. El costo de la estructura no está claro. El 15 de noviembre de 1967, Nassif había obtenido un préstamo de construcción de 39 millones de dólares. Pero The Washington Post fijó el costo del edificio en 27 millones de dólares en julio de 1968. El periódico dijo en agosto de 1970 que el costo de la estructura era de 26,5 millones de dólares. El edificio fue diseñado por el arquitecto Edward Durrell Stone, quien también diseñó el Centro John F. Kennedy para las Artes Escénicas. El 11 de abril de 1968, GSA arrendó todo el edificio a Nassif por 20 años por 98 millones de dólares. John A. Volpe Construction fue el contratista principal. 
La construcción comenzó en julio de 1968 (aunque se retrasó por muy poco tiempo cuando los trabajadores del hierro sindicalizados en el sitio se declararon en huelga) y se completó en 1969. La entrada principal daba a 7th Street SW. Incluía un patio central (abierto al cielo) que presentaba una fuente, senderos, bancos y jardines. Cuatro de 15 pies (4,6 m) altas arcadas perforaban el edificio en el centro de la manzana a cada lado, creando acceso al patio.  Las nervaduras verticales de mármol de la fachada se obtuvieron de la misma cantera cerca de Carrara, Italia, que proporcionó el mármol para el Kennedy Center. El edificio terminado tenía 10 pisos, tres pisos de sótano, aleros colgantes y 230 000 m² de superficie (94 700 m² de espacio útil). Era el edificio de oficinas de propiedad privada más grande de la ciudad en ese momento. 
Los contactos de Kirwan con Nassif más tarde se convirtieron en objeto de una investigación legal. Kirwan no solo compartió información privilegiada con Nassif sobre los planes de arrendamiento de la GSA, sino que más tarde invirtió en el negocio de DC de Nassif y se convirtió en un oficial en él. Esta relación (Kirwan dejó GSA en diciembre de 1966, antes de que la carta que indicaba la intención de arrendamiento fuera fijada a Nassif), y el arrendamiento irregular del edificio por parte de GSA, se hicieron de conocimiento público en agosto de 1970. Una auditoría interna de GSA fue fundamental para el proceso de arrendamiento y los costos del arrendamiento.
Ese mismo mes se cuestionó la refinanciación del edificio. En lEstados Unidos es una práctica comercial común que el prestamista inicial otorgue un préstamo provisional (el "préstamo de construcción") para construir un edificio. Luego, el préstamo provisional lo cancela un segundo prestamista, que se convierte en prestamista hipotecario y recibe los pagos del propietario del edificio. Riggs Bank, un banco local de DC, había proporcionado el préstamo de construcción provisional a Nassif. El Sistema de Jubilación de Empleados de la Ciudad de Nueva York debía haber cancelado este préstamo de construcción. Ese pago se detuvo cuando el oficial de préstamos con el que había tratado Nassif fue acusado de aceptar sobornos para aprobar préstamos. Cuando el fondo de pensiones se negó a otorgar el préstamo, el banco Riggs demandó el pago y amenazó con ejecutar la hipoteca del edificio Nassif.
Desde 1969 hasta 2007, el edificio Nassif sirvió como sede del Departamento de Transporte de los Estados Unidos (DOT). El edificio fue diseñado para tener paredes interiores removibles para permitir una fácil reconfiguración del espacio interior. En noviembre de 1970, el gobierno federal ejerció sus poderes de dominio eminente y tomó el control del estacionamiento de tres pisos en el sótano de Nasif para proporcionar estacionamiento económico para los trabajadores del DOT. A lo largo de los años, tantos trabajadores del gobierno se quejaron de dolencias mientras trabajaban en la estructura que algunos creían que sufría del síndrome del edificio enfermo. David Nassif Associates, propietario del edificio, impugnó estas afirmaciones. Sin embargo, cuando el Departamento de Transporte anunció que dejaría el edificio en 2000, los propietarios prometieron una renovación de 100 millones de dólares que incluía un nuevo sistema de ventilación y limpieza como un incentivo para que la agencia se quedara. Los propietarios también demandaron sin éxito a la Administración de Servicios Generales en 1999 para obligarla a renovar el contrato de arrendamiento federal del edificio. El Departamento de Transporte completó su mudanza del edificio Nassif a su nueva sede en junio de 2007.
La estación de metro L'Enfant Plaza abrió una entrada de escaleras mecánicas en la arcada norte de la estructura el 1 de julio de 1977. La entrada fue una de las dos que se abrieron ese día (el día de la inauguración de la Línea Azul del Metro). La tercera entrada (dentro del centro comercial subterráneo L'Enfant Promenade en L'Enfant Plaza) se abrió en octubre de 1977. En junio de 1992, Virginia Railway Express abrió la estación VRE L'Enfant Plaza de 1.1 millones de dólares en Virginia Avenue SE (aproximadamente media cuadra al norte de Constitution Center).

## Renovación

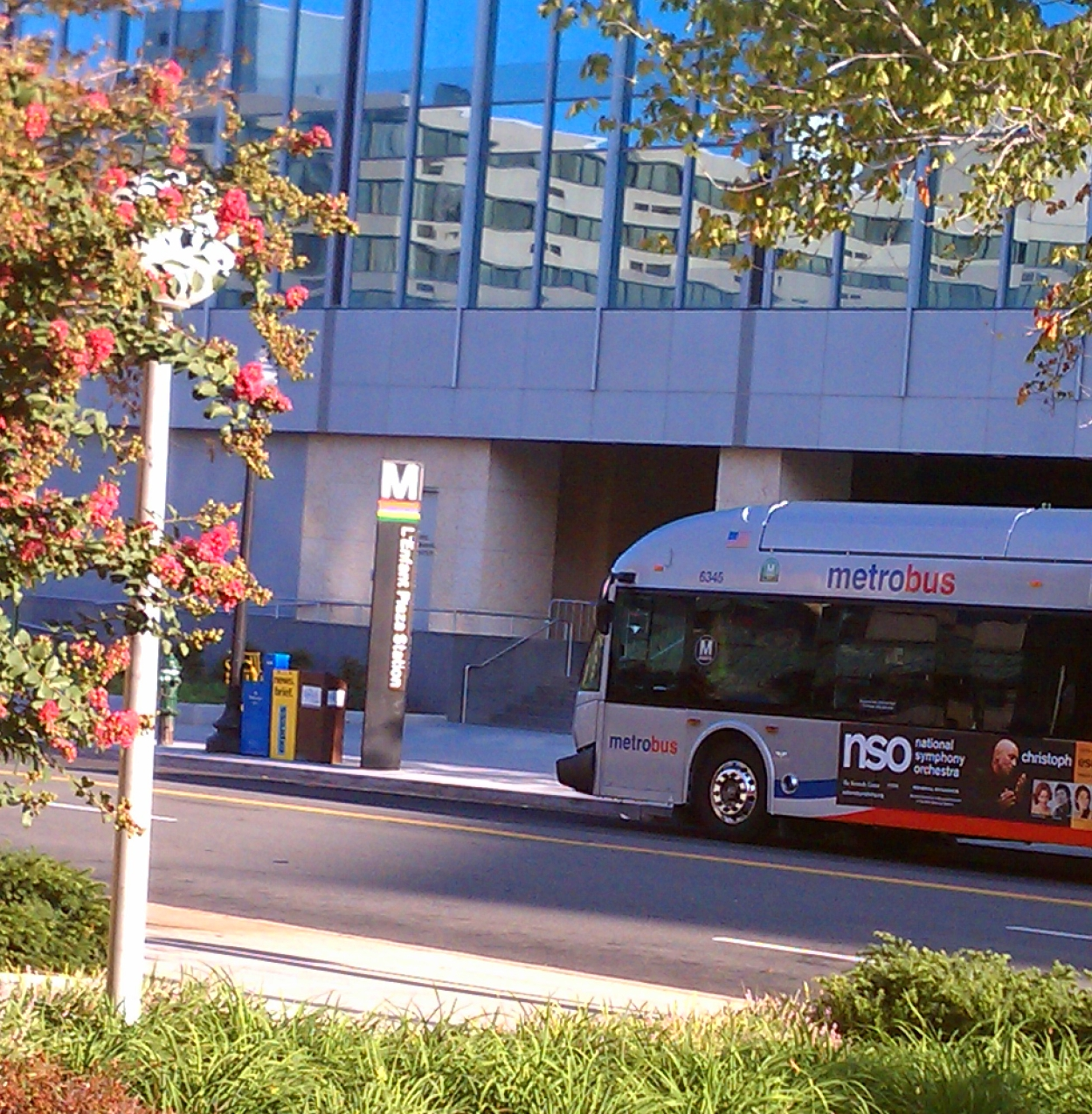
Entrada a la estación de metro L'Enfant Plaza en el lado norte del recientemente renovado Centro de la Constitución.

En 2006, Nassif Associates anunció una renovación del edificio de 220 millones de dólares y lo rebautizó como "Centro de la Constitución". SmithGroup fue la firma de arquitectos que supervisó el rediseño, y Davis Construction supervisó la construcción.
La renovación incluyó algunas de las características de seguridad más altas de cualquier edificio en el área de DC. Incluían un sistema de seguridad central y perimetral; cierre de la plaza central del edificio, que, junto con otros cambios, aumentó su 7400 m²; columnas de garaje de estacionamiento subterráneo con chaqueta de acero capaces de resistir una poderosa explosión; seis puntos de control de seguridad con personal completo; bloqueos de hormigón incorporados en la fachada; comunicación, agua potable y servicios públicos contenidos en espacios a prueba de explosiones; pozos de ventilación para el estacionamiento en un área segura; y procedimientos especiales de seguridad para obtener acceso a los sistemas críticos del edificio. Las mejoras de seguridad hicieron que el edificio de oficinas fuera adecuado para todas las agencias federales con la excepción del Departamento de Defensa de los Estados Unidos. Los 65 000 m² de garaje de estacionamiento subterráneo contiene 1.500 espacios.
También se agregaron varias comodidades al edificio. Estos incluyeron 930 m² de auditorio de 400 asientos en el nivel del patio / plaza; seis habitaciones, 1000 m² de centro de conferencias con capacidad para reuniones de 10 a 500 personas; una cafetería de servicio completo en el nivel de la plaza, con acceso al patio; y un gimnasio para 100 personas.
El exterior del edificio también se modificó radicalmente. La célebre característica visual clave del edificio, su nervadura de mármol blanco vertical exterior, se eliminó por completo después de que se descubrió que estaba arqueada por la edad y el clima. Aunque esto cambió fundamentalmente la naturaleza del edificio de Durrell, casi no hubo protestas públicas. Fue reemplazado por una fachada totalmente de vidrio de bajo consumo energético. Quizás la característica de renovación más significativa fue el uso de la estructura de un sistema HVAC de vigas frías, que utiliza agua fría o caliente que circula en columnas estratégicamente ubicadas en el espacio interior para enfriar y calentar el edificio. Para probar la eficiencia de la tecnología de vigas refrigeradas, el sistema se instaló en el ático del edificio y se probó durante un año completo. El arquitecto acordó utilizar el sistema después de que la prueba superó las especificaciones. La instalación representó el primer uso a gran escala de la tecnología de vigas refrigeradas en los Estados Unidos. Otras mejoras de ahorro de energía incluyeron detectores de movimiento y de luz natural para apagar las luces cuando no se necesitan, y ventanas exteriores especiales que se atenúan automáticamente para evitar el calentamiento diurno. También se actualizó el sistema de ventilación del edificio. La renovación dejó la estructura con 130 000 m² de espacio interior. El costo final de la renovación se fijó en 250 millones de dólares.

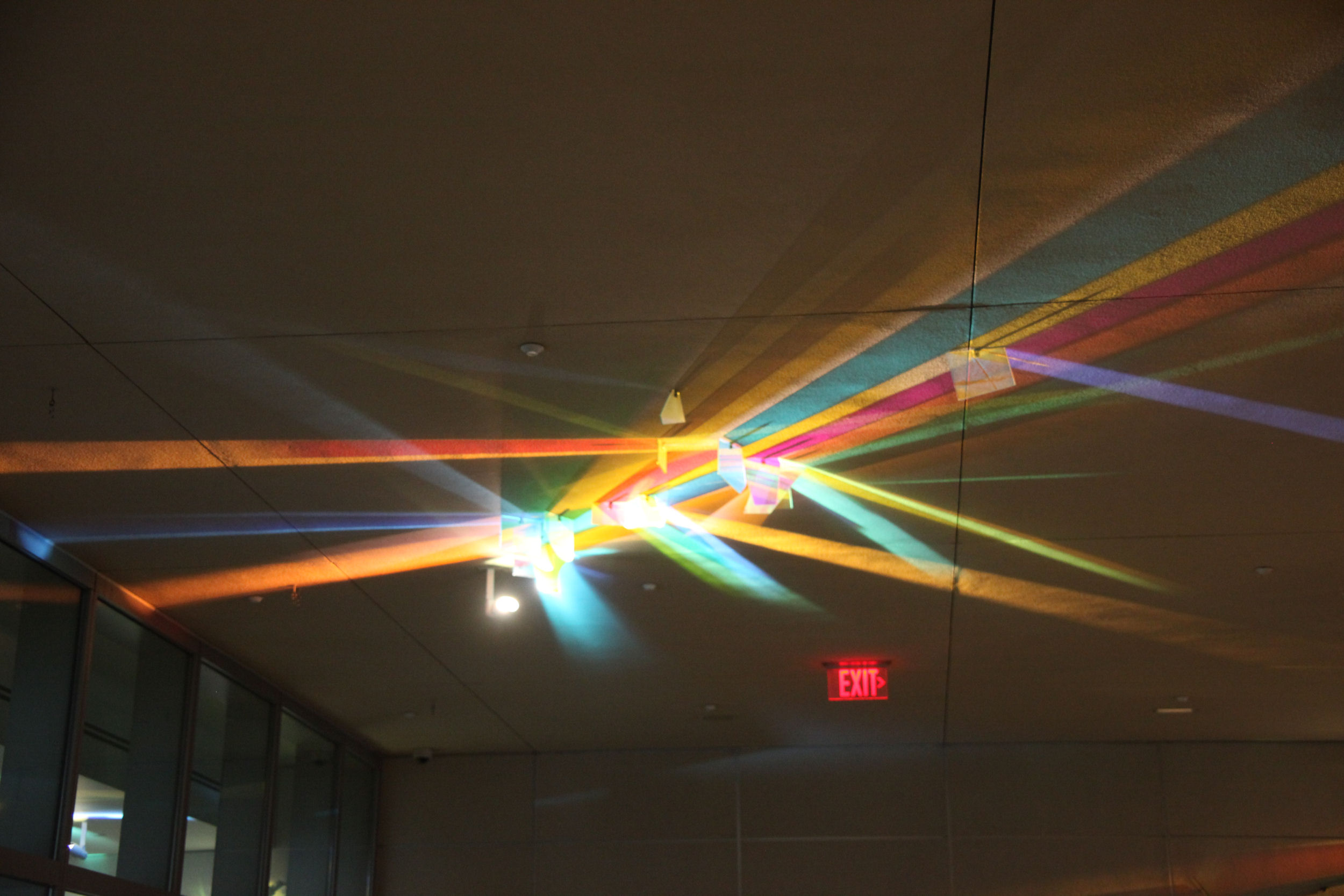
"Transformación", la escultura de luz en Constitution Center

También se realizaron algunas mejoras estéticas. El edificio ahora cuenta con 0,4 ha para aparcar en su patio central abierto al cielo. Se retiró la mayor parte del hormigón del patio y se plantaron árboles, arbustos y flores para absorber el agua de lluvia. El parque, que ahora ya no es accesible para el público, también incluye una gran escultura de granito de arte abstracto ("Legado") de Richard Deutsch. La escultura está destinada a reflejar la fachada original del edificio de Edward Durrell Stone, así como la memoria de David Nassif, Sr. y su hijo, David Nassif, Jr. La estación de metro L'Enfant Plaza todavía tiene una entrada. debajo del edificio en D Street SW (aunque esta entrada se cerró entre octubre de 2007 y julio de 2008 para la reconstrucción del edificio). La renovación instaló obras de arte del artista de renombre internacional Stephen Knapp cerca de esta entrada, en la que se pasan fuertes rayos de luz a través del vidrio teñido para esparcir patrones de colores brillantes en el techo. La escultura de luz, titulada "Transformación", simboliza la renovación y el renacimiento del edificio.
El Centro de la Constitución está registrado en el US Green Building Council para la certificación LEED Gold.
El renovado Centro de la Constitución ganó dos premios. El sitio web de noticias de construcción de Mid-Atlantic Construction otorgó al edificio el galardón "Proyecto del año - Renovación / Restauración" en diciembre de 2010. El 25 de marzo de 2011, el Congreso de Construcción de Washington otorgó su Premio de Artesanía WBC 2011 a JE Richards, Inc. por su excelencia en la mano de obra en la instalación de la generación, distribución y aparamenta eléctrica en Constitution Center.
En enero de 2011, Constitution Center fue valorado en 446 millones de dólares por los asesores de impuestos de la ciudad, lo que la convirtió en la tercera propiedad privada más valiosa de la ciudad ese año.

## Inquilinos
La recesión de finales de la década de 2000 dejó al edificio renovado luchando por encontrar inquilinos. Estuvo vacío durante casi dos años después de que se abriera para su ocupación en abril de 2009. Tanto el Departamento de Seguridad Nacional de los Estados Unidos como la NASA exploraron arrendarlo en su totalidad o en parte en 2009 y 2010, pero optaron por no hacerlo. En agosto de 2010, la Comisión de Bolsa y Valores de los Estados Unidos (SEC) firmó un contrato por carta por 84 000 m² de espacio en Constitution Center. La SEC planeó tomar posesión en septiembre de 2011. En enero de 2011, la Oficina del Contralor de la Moneda acordó arrendar 59 000 m² de espacio y la Agencia Federal de Financiamiento de la Vivienda firmó un acuerdo para ocupar 31 000 m² de espacio. La Oficina del Contralor y la Agencia Federal de Financiamiento de la Vivienda ocuparon el edificio en marzo de 2012.
La ocupación del edificio por parte de la SEC no ocurrió según lo planeado. En octubre de 2010, la SEC informó a Nassif Associates que solo necesitaba 32 000 m² de los 84 000 m² que había arrendado. El 20 de enero de 2011, el inspector general de la SEC inició una investigación para determinar si el contrato de arrendamiento de la SEC era adecuado y legal. La presidenta de la SEC, Mary Schapiro, fue fuertemente criticada por los republicanos en la Cámara de Representantes de los Estados Unidos por su manejo del contrato de arrendamiento, que ella había aprobado personalmente. Para mayo, no estaba claro si la SEC ocuparía algún espacio en el edificio. El 23 de mayo, el inspector general de la SEC solicitó una opinión formal del contralor general de los Estados Unidos sobre si el contrato de arrendamiento violaba la Ley de Antideficiencia. El inspector general dijo que la SEC "sobrestimó enormemente la cantidad de espacio necesario en la sede de la SEC para la expansión proyectada de la SEC en más del 300 por ciento y usó estas cifras infundadas e insostenibles para justificar que la SEC se comprometiera a un gasto de 556.8 millones durante 10 años".
A principios de julio de 2011, Nassif Associates dijo que había acordado liberar a la SEC de ocupar 51 000 m² de espacio en Constitution Center. La compañía pidió a la SEC que le reembolsara 45 millones de dólares en construcción y otros gastos incurridos entre agosto de 2010 y julio de 2011, pero la agencia se negó a hacerlo. Nassif Associates dijo que se negó a presentar una demanda contra la agencia, aunque indicó que continuaría negociando con la SEC y otras agencias federales para buscar el reembolso. Al mismo tiempo, el Departamento de Justicia de Estados Unidos dijo que estaba considerando enjuiciar a los funcionarios de la SEC por el manejo del contrato de arrendamiento y la supuesta falsificación de documentos diseñados para justificarlo.
Los problemas de ocupación en Constitution Center se confundieron aún más con la acción legislativa. En octubre de 2011, el Comité de Transporte e Infraestructura de la Cámara de Representantes de los Estados Unidos votó 31 a 22 para permitir a la Comisión Federal de Comercio arrendar 15 000 m²de espacio en Constitution Center y desalojar el Edificio Apex (que sería entregado a la Galería Nacional de Arte ). Aunque esta legislación no fue adoptada por el Congreso, el Comité de Transporte e Infraestructura en marzo de 2012 ordenó a la Administración de Servicios Generales (GSA) analizar las necesidades de espacio para la Comisión Federal de Comercio y varias otras agencias federales en el Distrito de Columbia y emitir un informe a la comité sobre cómo Constitution Center podría satisfacer estas necesidades. GSA informó en junio de 2012 que Constitution Center tenía muy poco espacio para albergar a toda la FTC y que era demasiado costoso hacerlo (después de tener en cuenta los gastos de mudanza y los precios de alquiler). En cambio, GSA propuso que la FTC alquilara espacio adicional en 601 New Jersey Avenue NW y 1800 M Street NW (donde ya alquilaba espacio y donde había espacio adicional disponible).
En abril de 2012, Nassif Associates dijo que la SEC también le debía un alquiler. La compañía dijo que el contrato de la carta requería que la agencia pagara 1.3 millones de dólares al mes a partir del 1 de noviembre de 2011. Al 30 de abril de 2012, la agencia adeuda 7.75 millones de dólares en alquiler atrasado, dijo un portavoz de la compañía. La agencia cuestionó el costo, diciendo que la construcción del interior nunca se completó. Los funcionarios de la SEC también dijeron que la agencia ahora no necesitaba ningún espacio en Constitution Center, y que la SEC estaba trabajando con GSA para encontrar otros inquilinos federales que se hicieran cargo de su arrendamiento. A fines de mayo, la Administración Federal de Aviación dijo que podría arrendar 25 000 m² de espacio en el edificio como parte de una importante consolidación de seis de sus oficinas en la ciudad.
En julio de 2012, GSA cedió a la presión del Congreso y trasladó a 1100 trabajadores de la FTC al Constitution Center desde ubicaciones alquiladas en 601 New Jersey Avenue NW y 1800 M Street NW. El acuerdo mantuvo a la FTC en su sede del Apex Building. Tres meses después, GSA alquiló lo último de su espacio en Constitution Center mediante la firma de contratos de arrendamiento para el National Endowment for the Arts y el National Endowment for the Humanities.

## Venta 2012
El 22 de abril de 2011, David Nassif Associates anunció que pondría a la venta el Constitution Center y dijo que esperaba encontrar un comprador para fines del verano de 2011. La compañía también dijo que esperaba un precio de compra de 900 millones de dólares. La firma de banca inmobiliaria Eastdil Secured ayudó a conseguir un comprador.
En junio de 2012, el Washington Business Journal informó que CommonWealth Partners y Nassif Associates habían negociado un acuerdo de compra, pero no pudieron llegar a un acuerdo. CommonWealth Partners luego se retiró de cualquier discusión adicional.
En diciembre de 2012 se llegó a un acuerdo para la venta de Constitution Center. MetLife y un inversionista no identificado (representado por Clarion Partners LLC) compraron cada uno una participación del 50 por ciento en el edificio. El precio de venta fue de 734 millones, o 48, 7 dólares por m². El precio de venta fue el más caro en la historia de DC para un solo edificio. (Sin embargo, no fue el más pagado por pie cuadrado. Ese récord fue para Market Square de dos edificios en 701 y 801 Pennsylvania Avenue NW, que se vendió en 2011 a Wells Real Estate Investment Trust por 905 por pie cuadrado). Cuando se cerró el trato en febrero de 2013, David Nassif Associates anunció que cerraría sus operaciones y liquidaría sus obligaciones restantes.
Los asesores fiscales de la ciudad dijeron que el valor de Constitution Center aumentó a 725,8 millones de dólares en 2014, frente a 573,5 millones en 2013 (un aumento de 152,3 millones), lo que la convierte en la propiedad sujeta a impuestos más valiosa en el Distrito de Columbia.